# Унгвентарий

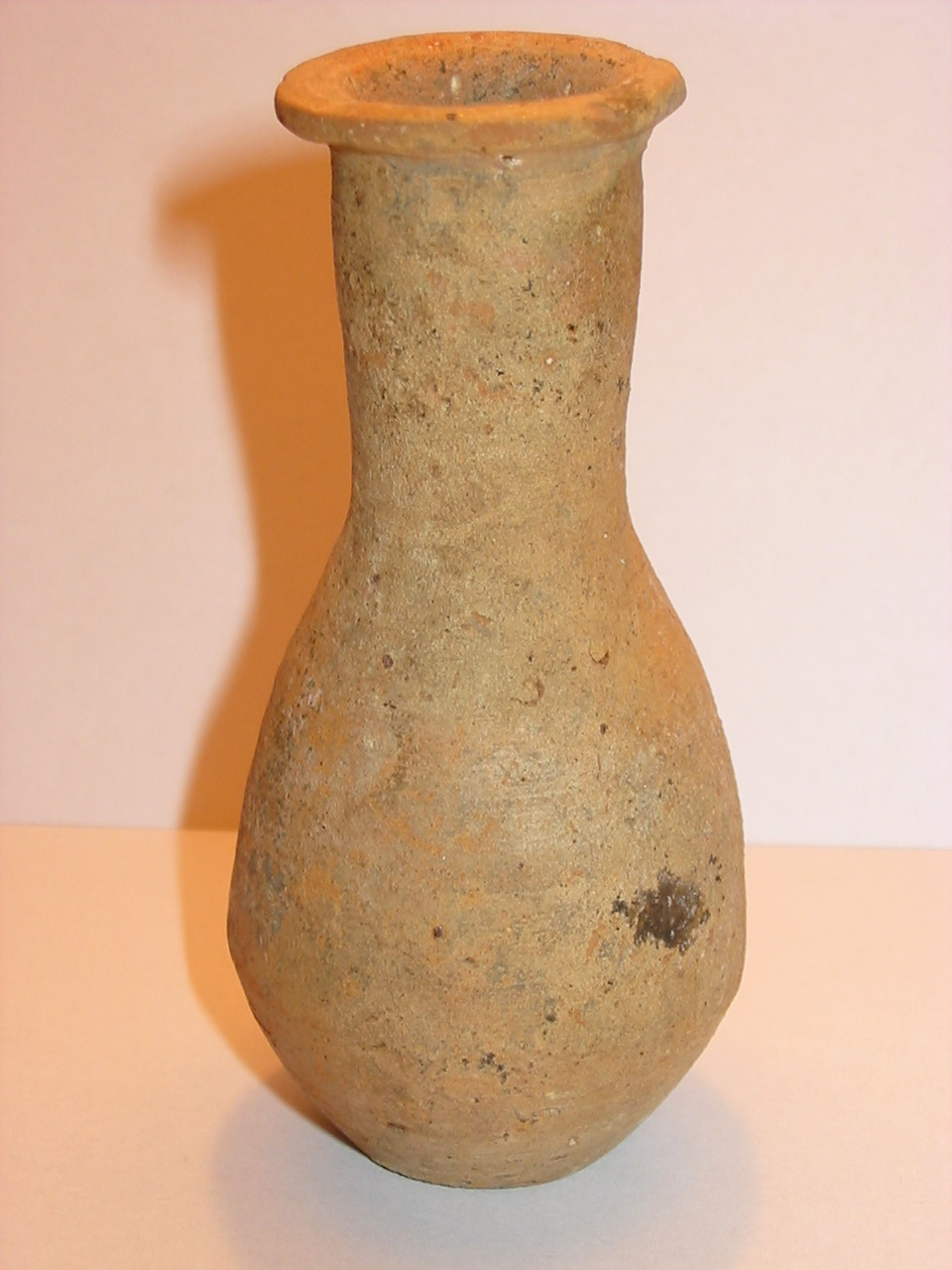
Керамический унгвентарий

Унгвентарий (Unguentarium мн. unguentaria) — древнегреческий и эллинистический сосуд для хранения жидкостей в пути, предположительно парфюмерных. В римское время распространился по всей Европе. Он отличался вертикально вытянутой (веретенообразной) формой и мог носится привязанным к поясу, что предотвращало разливание. В позднюю античность кроме керамических стали изготовляться также и стеклянные унгвентарии.

## Обнаружение на археологических памятниках
В связи с высоким статусом благовоний их часто использовали в похоронных обрядах, поэтому унгвентарии широко встречаются в качестве погребального инвентаря в захоронениях с IV в. до н. э. и до первых веков н. э., например в Причерноморье и в Крыму. При этом с I—II в. н. э. они в основном изготовлены из стекла.
А. А. Щепинским при раскопках на Ногайчинском кургане в богатом женском захоронении (интерпретируемом как могила одной из дочерей Митридада Евпатора) был обнаружен краснолаковый керамический унгвентарий. При этом его датирование не позже I в. до н.э. основано не только на искусствоведческой экспертизе, но подтверждено радиоуглеродным анализом их высохшего содержимого. 

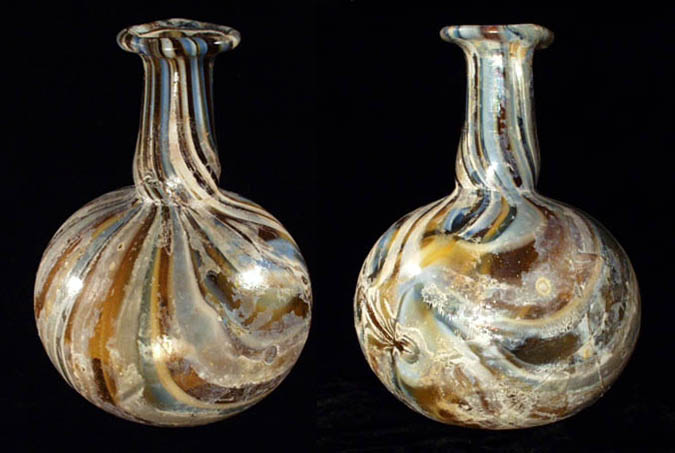
Римский стеклянный многоцветный унгвентарий (вид спереди и сзади)

Унгвентарии обнаружены на раскопках некрополя Фанагории. В ходе этнокультурных контактов эллинистические артефакты проникают также и в быт скифской знати. Он были найдены в захоронениях у села Чистенькое в Симферопольском районе, среди инвентаря был глиняный веретенообразный унгвентарий.

## Унгвентарии в коллекциях музеев
Сосуды широко представлены в античных коллекциях крупнейших музеев. В Государственном Эрмитаже экспонируется образец из Артюховского кургана.